# Koluta
Koluta est un village de la commune de Märjamaa du comté de Rapla en Estonie.